# Kevin Downes
Kevin Downes (* 1972 in Visalia, Kalifornien) ist ein US-amerikanischer Filmschauspieler, Drehbuchautor und Produzent. Er war unter anderem zusammen mit seinem Bruder Bobby Downes an der Produktion des Filmdramas Mercy Streets – Straße der Vergebung und dem Horrorfilm The Visitation beteiligt.

## Filmografie
als Produzent:
- 2000: Mercy Streets – Straße der Vergebung (Mercy Streets)
- 2006: The Visitation
- 2013: Das verschollene Medaillon – Die Abenteuer von Billy Stone (The Lost Medallion: The Adventures of Billy Stone)
- 2020: I Still Believe
- 2023: Jesus Revolution
- 2024: Ordinary Angels

als Regisseur:
- 2004: Six: Fortress Deadzone (Six: The Mark Unleashed)
- 2012: Bedingungslos geliebt (Amazing Love)

## Auszeichnungen
- 2009: Film Competition Award beim New York VisionFest in der Kategorie „Production“
- 2010: Audience Award beim Fort Collins TriMedia Festival in der Kategorie „Feature Film“